# Liste der Kategorie-A-Bauwerke in South Lanarkshire

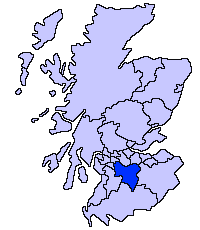
Lage von South Lanarkshire in Schottland

Die Liste der Kategorie-A-Gebäude in South Lanarkshire umfasst sämtliche in der Kategorie A eingetragenen Baudenkmäler in der schottischen Council Area South Lanarkshire. Die Einstufung wird anhand der Kriterien von Historic Scotland vorgenommen, wobei in die höchste Kategorie A Bauwerke von nationaler oder internationaler Bedeutung einsortiert sind. In South Lanarkshire sind derzeit 89 Bauwerke in der Kategorie A gelistet.
| Name                                           | Lage                                               | Typ                        | Eintrag | Bild                                           |
| ---------------------------------------------- | -------------------------------------------------- | -------------------------- | ------- | ---------------------------------------------- |
| Brownsbank Cottage                             | nahe Elsrickle 55° 39′ 41,1″ N, 3° 28′ 18,8″ W     | Wohngebäude                | 640     |                                                |
| St Mary’s Aisle                                | Carnwath 55° 42′ 1,1″ N, 3° 37′ 54,6″ W            | Mausoleum                  | 692     | St Mary’s Aisle                                |
| Marktkreuz von Carnwath                        | Carnwath 55° 42′ 1″ N, 3° 37′ 32,6″ W              | Marktkreuz                 | 694     | Marktkreuz von Carnwath                        |
| Carstairs House                                | nahe Carstairs 55° 40′ 51,6″ N, 3° 41′ 0,5″ W      | Herrenhaus                 | 712     | Carstairs House                                |
| Tower of Hallbar                               | nahe Crossford 55° 42′ 12,9″ N, 3° 50′ 54,7″ W     | Tower House                | 723     | Tower of Hallbar                               |
| High Mill                                      | Carluke 55° 44′ 12″ N, 3° 50′ 3″ W                 | Mühle                      | 726     | High Mill                                      |
| Scots Mining Company House                     | Leadhills 55° 24′ 52,5″ N, 3° 45′ 39,4″ W          | Villa                      | 732     |                                                |
| Crossbasket                                    | nahe East Kilbride 55° 47′ 0,5″ N, 4° 7′ 39,4″ W   | Herrenhaus                 | 1004    | Crossbasket                                    |
| The Peel                                       | nahe East Kilbride 55° 46′ 40,4″ N, 4° 14′ 40,9″ W | Tower House                | 1005    | The Peel                                       |
| Stallungen von The Peel                        | nahe East Kilbride 55° 46′ 38,7″ N, 4° 14′ 37,8″ W | Stallungen                 | 1006    |                                                |
| Wester Kittochside Farm                        | nahe East Kilbride 55° 46′ 49,1″ N, 4° 13′ 14″ W   | Bauernhof                  | 1008    | Wester Kittochside Farm                        |
| Earl of Angus’ Monument                        | Douglas 55° 33′ 30″ N, 3° 50′ 56,6″ W              | Denkmal                    | 1457    | Earl of Angus’ Monument                        |
| St Bride’s Church                              | Douglas 55° 33′ 30,4″ N, 3° 50′ 49″ W              | Kirche                     | 1490    | St Bride’s Church                              |
| Covington Parish Church                        | nahe Thankerton 55° 38′ 25,9″ N, 3° 37′ 47,6″ W    | Kirche                     | 5094    | Covington Parish Church                        |
| Bothwell Parish Church                         | Bothwell 55° 48′ 11,9″ N, 4° 4′ 4,8″ W             | Kirche                     | 5134    | Bothwell Parish Church                         |
| Joanna Baillie Monument                        | Bothwell 55° 48′ 11,5″ N, 4° 4′ 6,5″ W             | Denkmal                    | 5135    |                                                |
| Bothwell Bridge                                | Bothwell 55° 47′ 45,1″ N, 4° 3′ 28,3″ W            | Brücke                     | 5138    | Bothwell Bridge                                |
| Gleneden                                       | Bothwell 55° 48′ 8,9″ N, 4° 3′ 39,6″ W             | Villa                      | 5151    |                                                |
| Uddingston Viaduct                             | Uddingston 55° 49′ 23,9″ N, 4° 5′ 44,7″ W          | Brücke                     | 5153    | Uddingston Viaduct                             |
| David Livingstone Centre                       | Blantyre 55° 48′ 8,4″ N, 4° 5′ 0,3″ W              | Museum                     | 5162    | David Livingstone Centre                       |
| Dalserf Parish Church                          | Dalserf 55° 44′ 5,5″ N, 3° 54′ 46,7″ W             | Kirche                     | 5170    | Dalserf Parish Church                          |
| Mauldslie Bridge                               | Dalserf 55° 43′ 50,7″ N, 3° 54′ 23,9″ W            | Brücke                     | 5175    | Mauldslie Bridge                               |
| Canderside Bridge                              | Stonehouse 55° 42′ 16,6″ N, 3° 57′ 58,5″ W         | Brücke                     | 6452    | Canderside Bridge                              |
| Corehouse                                      | nahe Lanark 55° 39′ 17,6″ N, 3° 46′ 39,9″ W        | Villa                      | 7679    | Corehouse                                      |
| Chatelherault Hunting Lodge                    | Hamilton 55° 45′ 44,2″ N, 4° 0′ 55,4″ W            | Jagdschloss                | 12485   | Chatelherault Hunting Lodge                    |
| Avon Bridge                                    | Hamilton 55° 46′ 10,7″ N, 4° 1′ 3,9″ W             | Brücke                     | 12516   | Avon Bridge                                    |
| Old Avon Bridge                                | Hamilton 55° 46′ 6,3″ N, 4° 1′ 14,6″ W             | Brücke                     | 12518   | Old Avon Bridge                                |
| Hamilton Monument                              | Hamilton 55° 45′ 57,7″ N, 4° 1′ 38,2″ W            | Denkmal                    | 12520   | Hamilton Monument                              |
| Gärten von Barncluith House                    | Hamilton 55° 45′ 59,4″ N, 4° 1′ 35,1″ W            | Gärten                     | 12522   | Gärten von Barncluith House                    |
| Cartland Bridge Hotel                          | Lanark 55° 40′ 54,7″ N, 3° 47′ 34,8″ W             | Hotel                      | 12967   | Cartland Bridge Hotel                          |
| Jerviswood                                     | Lanark 55° 41′ 25″ N, 3° 46′ 37,7″ W               | Herrenhaus                 | 13053   |                                                |
| Hyndford Bridge                                | nahe Lanark 55° 39′ 16,3″ N, 3° 43′ 34,8″ W        | Brücke                     | 13055   | Hyndford Bridge                                |
| Bonnington Pavilion                            | nahe Lanark 55° 39′ 14,2″ N, 3° 46′ 25,4″ W        | Pavillon                   | 13065   | Bonnington Pavilion                            |
| Symington House                                | nahe Symington 55° 36′ 1,1″ N, 3° 34′ 23,6″ W      | Villa                      | 19673   | Symington House                                |
| Gas Showrooms                                  | Biggar 55° 37′ 24,2″ N, 3° 31′ 39,9″ W             | Industriebauwerk           | 22170   | Gas Showrooms                                  |
| Manager’s House                                | Biggar 55° 37′ 24,1″ N, 3° 31′ 39,1″ W             | Wohngebäude                | 22171   |                                                |
| Biggar Gasworks                                | Biggar 55° 37′ 23,7″ N, 3° 31′ 40,7″ W             | Industriebauwerk           | 22172   | Biggar Gasworks                                |
| Cadger’s Brig                                  | Biggar 55° 37′ 21,3″ N, 3° 31′ 40,7″ W             | Brücke                     | 22173   | Cadger’s Brig                                  |
| St Mary’s Church                               | Biggar 55° 37′ 30,4″ N, 3° 31′ 31,3″ W             | Kirche                     | 22257   | St Mary’s Church                               |
| Hunter House                                   | East Kilbride 55° 46′ 36,2″ N, 4° 9′ 1,2″ W        | Wohngebäude                | 26607   | Hunter House                                   |
| Brousterlands                                  | East Kilbride 55° 45′ 49,3″ N, 4° 10′ 40,1″ W      | Wohngebäude                | 26619   | Brousterlands                                  |
| Mains Castle                                   | East Kilbride 55° 46′ 41,4″ N, 4° 11′ 21″ W        | Tower House                | 26626   | Mains Castle                                   |
| St Bride’s Roman Catholic Church               | East Kilbride 55° 45′ 46,8″ N, 4° 10′ 5,5″ W       | Kirche                     | 26630   | St Bride’s Roman Catholic Church               |
| Rutherglen Tower                               | Rutherglen 55° 49′ 43″ N, 4° 12′ 55,1″ W           | Turm                       | 33563   | Rutherglen Tower                               |
| Rathaus von Rutherglen                         | Rutherglen 55° 49′ 43″ N, 4° 12′ 52,8″ W           | Rathaus                    | 33563   | Rathaus von Rutherglen                         |
| St Columbkille’s Roman Catholic Church         | Rutherglen 55° 49′ 39,9″ N, 4° 12′ 50,7″ W         | Kirche                     | 33567   | St Columbkille’s Roman Catholic Church         |
| Gerichtsgebäude von Hamilton                   | Hamilton 55° 46′ 45,7″ N, 4° 2′ 55,9″ W            | Gerichtsgebäude            | 34470   | Gerichtsgebäude von Hamilton                   |
| Lanark County Buildings                        | Hamilton 55° 46′ 45,2″ N, 4° 3′ 1,7″ W             | Rathaus                    | 34472   | Lanark County Buildings                        |
| Hamilton Old Parish Church                     | Hamilton 55° 46′ 34,4″ N, 4° 2′ 13,1″ W            | Kirche                     | 34473   | Hamilton Old Parish Church                     |
| Friedhof der Hamilton Old Parish Church        | Hamilton 55° 46′ 34,4″ N, 4° 2′ 12″ W              | Friedhof                   | 34474   |                                                |
| 92–94 Cadzow Street                            | Hamilton 55° 46′ 37,6″ N, 4° 2′ 13″ W              | Wohn- und Geschäftsgebäude | 34503   |                                                |
| Cadzow Bridge                                  | Hamilton 55° 46′ 37,9″ N, 4° 2′ 16,7″ W            | Brücke                     | 34504   | Cadzow Bridge                                  |
| Hamilton Mausoleum                             | Hamilton 55° 47′ 0″ N, 4° 1′ 53,5″ W               | Mausoleum                  | 34518   | Hamilton Mausoleum                             |
| Low Parks Museum                               | Hamilton 55° 46′ 46,2″ N, 4° 2′ 7,2″ W             | Museum                     | 34521   | Low Parks Museum                               |
| Tor an der Viehmarkthalle von Lanark           | Lanark 55° 40′ 14,1″ N, 3° 46′ 5,4″ W              | Tor                        | 37024   |                                                |
| Murray Chapel                                  | Lanark 55° 40′ 10,1″ N, 3° 46′ 5,9″ W              | Kirche                     | 37029   | Murray Chapel                                  |
| Clydesholm Bridge                              | Lanark 55° 40′ 32″ N, 3° 48′ 1,6″ W                | Brücke                     | 37032   | Clydesholm Bridge                              |
| New Lanark Church                              | New Lanark 55° 39′ 51,8″ N, 3° 46′ 54,4″ W         | Kirche                     | 37037   | New Lanark Church                              |
| 1–10 Braxfield Row                             | New Lanark 55° 39′ 54,9″ N, 3° 47′ 3,6″ W          | Wohngebäude                | 37038   | 1–10 Braxfield Row                             |
| 1–8 Caithness Row                              | New Lanark 55° 39′ 46,7″ N, 3° 46′ 47,1″ W         | Wohngebäude                | 37039   | 1–8 Caithness Row                              |
| 9–16 Caithness Row                             | New Lanark 55° 39′ 45,2″ N, 3° 46′ 45,5″ W         | Wohngebäude                | 37040   | 9–16 Caithness Row                             |
| 1–4 Double Row                                 | New Lanark 55° 39′ 51,3″ N, 3° 46′ 58,2″ W         | Wohngebäude                | 37041   | 1–4 Double Row                                 |
| 5–12 Double Row                                | New Lanark 55° 39′ 52,4″ N, 3° 47′ 2,2″ W          | Wohngebäude                | 37042   | 5–12 Double Row                                |
| 1–14 Long Row                                  | New Lanark 55° 39′ 53″ N, 3° 47′ 2,1″ W            | Wohngebäude                | 37043   | 1–14 Long Row                                  |
| New Buildings                                  | New Lanark 55° 39′ 49,4″ N, 3° 46′ 50,7″ W         | Wohngebäude                | 37045   | New Buildings                                  |
| 1–11 Nursery Buildings                         | New Lanark 55° 39′ 48,2″ N, 3° 46′ 48,4″ W         | Wohngebäude                | 37046   | 1–11 Nursery Buildings                         |
| Robert Owen’s House                            | New Lanark 55° 39′ 50,1″ N, 3° 46′ 53,8″ W         | Wohngebäude                | 37047   | Robert Owen’s House                            |
| David Dale’s House                             | New Lanark 55° 39′ 50,5″ N, 3° 46′ 55,5″ W         | Wohngebäude                | 37048   | David Dale’s House                             |
| New Institution for the Formation of Character | New Lanark 55° 39′ 47,2″ N, 3° 46′ 50,4″ W         | Schule                     | 37049   | New Institution for the Formation of Character |
| New Lanark School                              | New Lanark 55° 39′ 45″ N, 3° 46′ 49″ W             | Schule                     | 37050   | New Lanark School                              |
| New Lanark Mühle Nr. 1                         | New Lanark 55° 39′ 49,4″ N, 3° 46′ 57,9″ W         | Industriebauwerk           | 37051   | New Lanark Mühle Nr. 1                         |
| New Lanark Mühle Nr. 2                         | New Lanark 55° 39′ 48,2″ N, 3° 46′ 56″ W           | Industriebauwerk           | 37052   | New Lanark Mühle Nr. 2 (links)                 |
| New Lanark Mühle Nr. 3                         | New Lanark 55° 39′ 47,4″ N, 3° 46′ 53,6″ W         | Industriebauwerk           | 37053   | New Lanark Mühle Nr. 3 (rechts)                |
| Alte Werkstatt von New Lanark                  | New Lanark 55° 39′ 42,6″ N, 3° 46′ 48,1″ W         | Industriebauwerk           | 37054   | Alte Werkstatt von New Lanark                  |
| Alte Gießerei von New Lanark                   | New Lanark 55° 39′ 42,6″ N, 3° 46′ 49,2″ W         | Industriebauwerk           | 37055   | Alte Gießerei von New Lanark                   |
| Altes Gaswerk von New Lanark                   | New Lanark 55° 39′ 40″ N, 3° 46′ 49,6″ W           | Industriebauwerk           | 37056   | Altes Gaswerk von New Lanark (rechts)          |
| St Mary’s Church                               | Lanark 55° 40′ 20,2″ N, 3° 46′ 23,4″ W             | Kirche                     | 37062   | St Mary’s Church                               |
| Gemeindehalle der St Mary’s Church             | Lanark 55° 40′ 21,5″ N, 3° 46′ 24,3″ W             | Halle                      | 37065   |                                                |
| Pfarrhaus der St Mary’s Church                 | Lanark 55° 40′ 20,2″ N, 3° 46′ 22,2″ W             | Wohngebäude                | 37066   |                                                |
| Mühlkanal von New Lanark                       | New Lanark 55° 39′ 46″ N, 3° 46′ 48,8″ W           | Kanal                      | 44552   | Mühlkanal von New Lanark                       |
| Mauldslie Lodge                                | Dalserf 55° 43′ 50,5″ N, 3° 54′ 26″ W              | Wohngebäude                | 45125   | Mauldslie Lodge                                |
| Water Houses                                   | New Lanark 55° 39′ 48,1″ N, 3° 46′ 58,2″ W         | Industriebauwerk           | 46471   | Water Houses                                   |
| Torrance House                                 | East Kilbride 55° 44′ 54,6″ N, 4° 8′ 40,8″ W       | Herrenhaus                 | 48654   | Torrance House                                 |
| Dollan Aqua Centre                             | East Kilbride 55° 45′ 43″ N, 4° 10′ 54,9″ W        | Badeanstalt                | 48682   | Dollan Aqua Centre                             |
| Wasserkraftwerk Stonebyres                     | nahe Lanark 55° 40′ 38,1″ N, 3° 49′ 48,2″ W        | Kraftwerk                  | 51719   | Wasserkraftwerk Stonebyres                     |
| Wehr des Wasserkraftwerks Stonebyres           | nahe Lanark 55° 40′ 34,2″ N, 3° 49′ 19,9″ W        | Stauanlage                 | 51720   | Wehr des Wasserkraftwerks Stonebyres           |
| Wasserkraftwerk Bonnington                     | nahe New Lanark 55° 39′ 20,4″ N, 3° 46′ 30,8″ W    | Kraftwerk                  | 51727   | Wasserkraftwerk Bonnington                     |
| Wehr des Wasserkraftwerks Bonnington           | nahe New Lanark 55° 38′ 48,7″ N, 3° 46′ 25,4″ W    | Stauanlage                 | 51728   | Wehr des Wasserkraftwerks Bonnington           |